# Горница (Гродненская область)
Го́рница(бел. Го́рніца) — деревня в Гродненском районе Республики Беларусь. Горница входит в состав Коптёвского сельсовета.

## Местоположение
Деревня находится между от одноимённой рекой и множеством садовых товариществ, на юго-востоке от Гродно.

## Достопримечательности

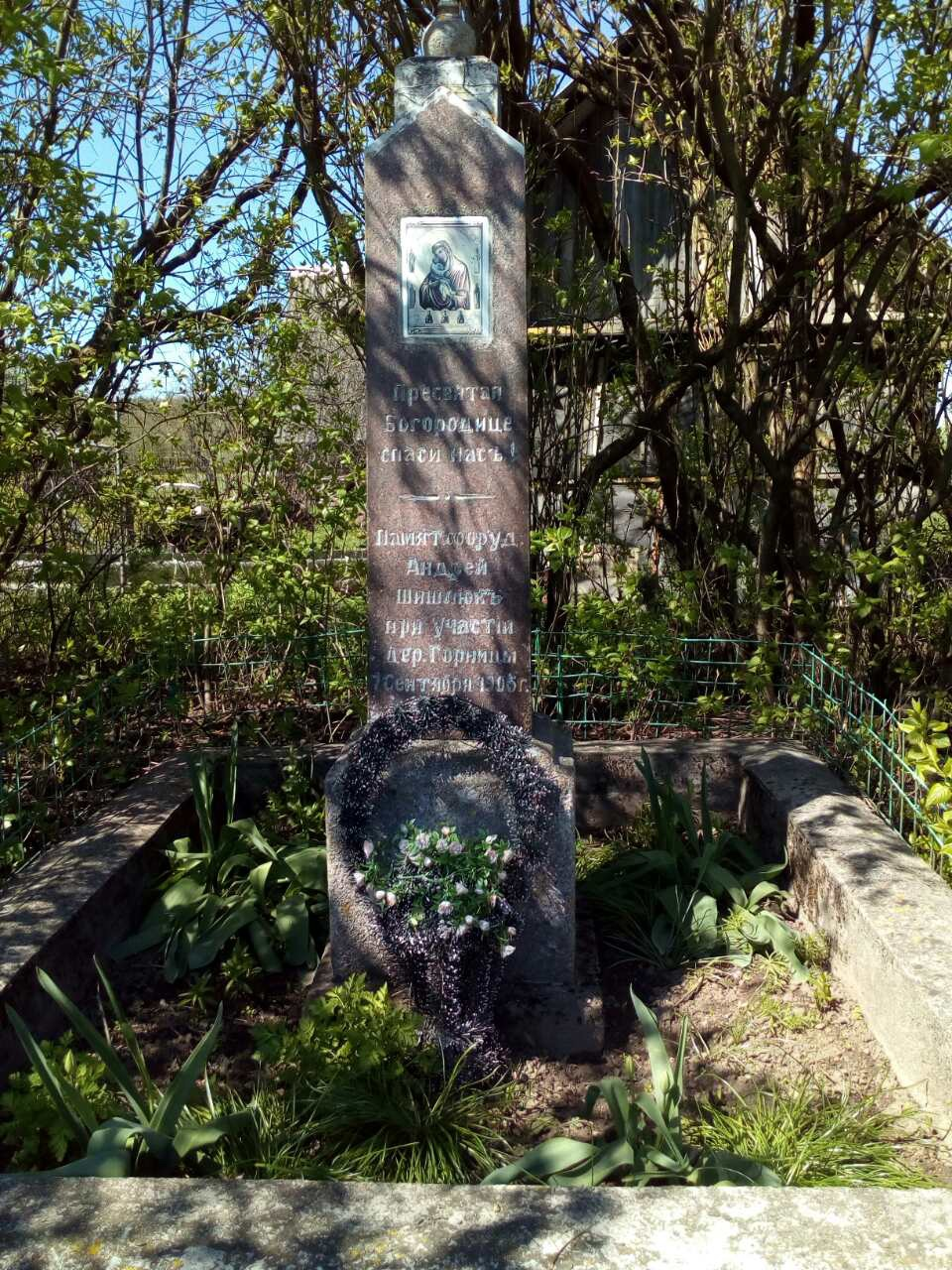
Памятник на конце деревни

На западной окраине деревни находится памятник с маленьким православным крестом, а также рисунком Пресвятой Богородицы. Надпись на памятнике гласит:
«Пресвятая Богородице спаси насъ — память соорудителю Андрей Шилюшкъ при участій деревни Горницы 7 сентября 1906 г.» Данная надпись является первым упоминанием Горницы.

## Население
| 1921     | 1999    | 2010    |
| -------- | ------- | ------- |
| 178 чел. | 79 чел. | 46 чел. |

По данным всеобщей переписи населения 1921 года, в селе проживало 178 человек, из них 26 католиков и 152 православных. При этом 26 жителей заявили о своей национальной принадлежности к полякам, а 152 — к белорусам. В то время в деревне был 41 жилой дом.